# Eleições gerais na Espanha em 1977
As eleições gerais na Espanha de 1977 foram realizadas a 15 de Junho, servindo para eleger os 350 deputados para o Congresso dos Deputados. Estas eleições foram as primeiras desde da morte de Francisco Franco, e, as primeiras desde 1936.
Os resultados destas eleições deram a vitória ao partido de Adolfo Suárez, a União de Centro Democrático, ao conquistar 34,44% dos votos e 165 deputados.
Apesar disto, nas grandes cidades, a maioria dos votos foram para o PSOE e o Partido Comunista de Espanha.
De realçar, o bom resultado do PSOE, ao ficar em segundo lugar, com 29,32% e 118 deputados.
Por outro lado, o Partido Comunista de Espanha, ficou-se pelos 9,33% e 20 deputados, resultado abaixo das expectativas, dado que, esperava ter entre 30 a 40 deputados.

## Resultados Oficiais
| Partido                 | Partido                                      | Votos      | %               | Deputados |
| ----------------------- | -------------------------------------------- | ---------- | --------------- | --------- |
|                         | União de Centro Democrático                  | 6 310 391  | 34,44 / 100,00  | 165 / 350 |
|                         | Partido Socialista Operário Espanhol         | 5 371 866  | 29,32 / 100,00  | 118 / 350 |
|                         | Partido Comunista de Espanha                 | 1 709 890  | 9,33 / 100,00   | 20 / 350  |
|                         | Aliança Popular                              | 1 504 771  | 8,21 / 100,00   | 16 / 350  |
|                         | Partido Socialista Popular                   | 816 582    | 4,46 / 100,00   | 6 / 350   |
|                         | Pacto Democrático pela Catalunha             | 514 647    | 2,81 / 100,00   | 11 / 350  |
|                         | Partido Nacionalista Basco                   | 296 183    | 1,62 / 100,00   | 8 / 350   |
|                         | Equipa Democrata-Cristã do Estado Espanhol   | 215 841    | 1,18 / 100,00   | 0 / 350   |
|                         | União Democrática da Catalunha               | 172 791    | 0,94 / 100,00   | 2 / 350   |
|                         | Esquerda Republicana da Catalunha            | 143 954    | 0,79 / 100,00   | 1 / 350   |
|                         | Esquerda Basca                               | 61 417     | 0,34 / 100,00   | 1 / 350   |
|                         | Candidatura Aragonesa Independente de Centro | 37 183     | 0,20 / 100,00   | 1 / 350   |
|                         | Candidaturas Independentes                   | 29 834     | 0,16 / 100,00   | 1 / 350   |
|                         | Outros                                       | 1 138 983  | 4,77 / 100,00   | 0 / 350   |
| Votos Inválidos         | Votos Inválidos                              | 265 797    | 1,43 / 100,00   |           |
| Total                   | Total                                        | 18 590 130 | 100,00 / 100,00 | 350 / 350 |
| Eleitorado/Participação | Eleitorado/Participação                      | 23 583 762 | 78,83 / 100,00  |           |
| Fonte                   | Fonte                                        | [ 6 ]      | [ 6 ]           | [ 6 ]     |

## Resultados por Regiões Autónomas
| Região          | %    | D   | %    | D    | %    | D   | %    | D  | %    | D   | %    | D   | %    | D   | %   | D   | %   | D   | %   | D   | %   | D  | %    | D    | %   | D   | D   | Votantes   |
| Região          | UCD  | UCD | PSOE | PSOE | PCE  | PCE | AP   | AP | PSP  | PSP | PDC  | PDC | PNV  | PNV | EDC | EDC | UDC | UDC | ERC | ERC | EE  | EE | CAIC | CAIC | IND | IND | D   | Votantes   |
| --------------- | ---- | --- | ---- | ---- | ---- | --- | ---- | -- | ---- | --- | ---- | --- | ---- | --- | --- | --- | --- | --- | --- | --- | --- | -- | ---- | ---- | --- | --- | --- | ---------- |
| Andaluzia       | 34,4 | 26  | 36,2 | 27   | 11,3 | 5   | 7,1  | -  | 4,7  | 1   | -    | -   | -    | -   | 1,1 | -   | -   | -   | -   | -   | -   | -  | -    | -    | 0,2 | -   | 59  | 2 964 649  |
| Aragão          | 37,0 | 7   | 24,8 | 5    | 5,0  | -   | 8,8  | -  | 9,8  | 1   | -    | -   | -    | -   | 1,4 | -   | -   | -   | -   | -   | -   | -  | 5,7  | 1    | 0,9 | -   | 14  | 663 066    |
| Astúrias        | 30,9 | 4   | 31,7 | 4    | 10,5 | 1   | 13,5 | 1  | 7,1  | -   | -    | -   | -    | -   | 0,6 | -   | -   | -   | -   | -   | -   | -  | -    | -    | -   | -   | 10  | 584 061    |
| Baleares        | 51,9 | 4   | 23,3 | 2    | 4,5  | -   | 9,0  | -  | 5,2  | -   | -    | -   | -    | -   | -   | -   | -   | -   | -   | -   | -   | -  | -    | -    | -   | -   | 6   | 321 552    |
| Canárias        | 59,9 | 10  | 16,6 | 3    | 3,3  | -   | 8,0  | -  | 3,9  | -   | -    | -   | -    | -   | -   | -   | -   | -   | -   | -   | -   | -  | -    | -    | -   | -   | 13  | 557 444    |
| Cantábria       | 40,1 | 3   | 26,4 | 1    | 5,5  | -   | 14,3 | 1  | 2,7  | -   | -    | -   | -    | -   | 2,3 | -   | -   | -   | -   | -   | -   | -  | -    | -    | -   | -   | 5   | 263 997    |
| Castela e Leão  | 51,4 | 25  | 23,6 | 8    | 3,7  | -   | 11,7 | 2  | 3,6  | -   | -    | -   | -    | -   | 2,2 | -   | -   | -   | -   | -   | -   | -  | -    | -    | 0,3 | -   | 35  | 1 403 253  |
| Castela-Mancha  | 42,5 | 12  | 29,8 | 8    | 7,3  | -   | 12,9 | 1  | 2,5  | -   | -    | -   | -    | -   | 0,2 | -   | -   | -   | -   | -   | -   | -  | -    | -    | -   | -   | 21  | 900 896    |
| Catalunha       | 16,9 | 9   | 28,6 | 15   | 18,3 | 8   | 3,6  | 1  | 1,4  | -   | 16,9 | 11  | -    | -   | -   | -   | 5,7 | 2   | 4,7 | 1   | -   | -  | -    | -    | 0,2 | -   | 47  | 3 088 929  |
| Ceuta           | 36,3 | 1   | 32,5 | -    | -    | -   | -    | -  | 11,4 | -   | -    | -   | -    | -   | -   | -   | -   | -   | -   | -   | -   | -  | -    | -    | -   | -   | 1   | 24 578     |
| Com. Valenciana | 33,0 | 11  | 36,3 | 13   | 9,1  | 2   | 5,9  | 1  | 4,6  | 1   | -    | -   | -    | -   | 2,6 | -   | -   | -   | -   | -   | -   | -  | -    | -    | 1,6 | 1   | 29  | 1 889 910  |
| Estremadura     | 50,0 | 8   | 30,8 | 4    | 5,4  | -   | 7,8  | -  | 1,9  | -   | -    | -   | -    | -   | 0,6 | -   | -   | -   | -   | -   | -   | -  | -    | -    | -   | -   | 12  | 534 737    |
| Galiza          | 53,8 | 20  | 15,5 | 3    | 3,0  | -   | 13,1 | 4  | 4,7  | -   | -    | -   | -    | -   | 2,0 | -   | -   | -   | -   | -   | -   | -  | -    | -    | -   | -   | 27  | 1 152 376  |
| Madrid          | 32,0 | 11  | 31,7 | 11   | 10,7 | 4   | 10,5 | 3  | 9,2  | 3   | -    | -   | -    | -   | 1,5 | -   | -   | -   | -   | -   | -   | -  | -    | -    | -   | -   | 32  | 2 332 660  |
| Melilha         | 56,3 | 1   | 27,1 | -    | 5,1  | -   | 10,9 | -  | -    | -   | -    | -   | -    | -   | -   | -   | -   | -   | -   | -   | -   | -  | -    | -    | -   | -   | 1   | 19 291     |
| Múrcia          | 40,7 | 4   | 34,9 | 4    | 6,7  | -   | 6,8  | -  | 5,1  | -   | -    | -   | -    | -   | 2,1 | -   | -   | -   | -   | -   | -   | -  | -    | -    | -   | -   | 8   | 450 752    |
| Navarra         | 29,0 | 3   | 21,2 | 2    | 2,4  | -   | -    | -  | 2,6  | -   | -    | -   | -    | -   | 4,0 | -   | -   | -   | -   | -   | -   | -  | -    | -    | -   | -   | 5   | 262 522    |
| País Basco      | 12,8 | 4   | 26,5 | 7    | 4,5  | -   | 7,1  | 1  | 1,8  | -   | -    | -   | 29,3 | 8   | 2,6 | -   | -   | -   | -   | -   | 6,1 | 1  | -    | -    | 0,6 | -   | 21  | 1 035 028  |
| La Rioja        | 41,4 | 2   | 26,3 | 1    | 2,8  | -   | 14,5 | 1  | 2,3  | -   | -    | -   | -    | -   | 2,6 | -   | -   | -   | -   | -   | -   | -  | -    | -    | 4,1 | -   | 4   | 140 429    |
| Espanha         | 34,4 | 165 | 29,3 | 118  | 9,3  | 20  | 8,2  | 16 | 4,5  | 6   | 2,8  | 11  | 1,6  | 8   | 1,2 | -   | 0,9 | 2   | 0,8 | 1   | 0,3 | 1  | 0,2  | 1    | 0,2 | 1   | 350 | 18 590 130 |

### Andaluzia
| Partido                 | Partido                                    | Votos     | %               | Deputados |
| ----------------------- | ------------------------------------------ | --------- | --------------- | --------- |
|                         | Partido Socialista Operário Espanhol       | 1 059 037 | 36,16 / 100,00  | 27 / 59   |
|                         | União de Centro Democrático                | 1 006 759 | 34,37 / 100,00  | 26 / 59   |
|                         | Partido Comunista de Espanha               | 330 250   | 11,28 / 100,00  | 5 / 59    |
|                         | Aliança Popular                            | 207 034   | 7,07 / 100,00   | 0 / 59    |
|                         | Partido Socialista Popular                 | 138 551   | 4,73 / 100,00   | 1 / 59    |
|                         | Frente Democrática de Esquerda             | 46 249    | 1,58 / 100,00   | 0 / 59    |
|                         | Equipa Democrata-Cristã do Estado Espanhol | 32 997    | 1,13 / 100,00   | 0 / 59    |
|                         | Outros                                     | 101 509   | 3,47 / 100,00   | 0 / 59    |
| Votos Inválidos         | Votos Inválidos                            | 42 263    | 1,43 / 100,00   |           |
| Total                   | Total                                      | 2 964 649 | 100,00 / 100,00 | 59 / 59   |
| Eleitorado/Participação | Eleitorado/Participação                    | 3 777 174 | 100,00 / 100,00 |           |

### Aragão
| Partido                 | Partido                                          | Votos   | %               | Deputados |
| ----------------------- | ------------------------------------------------ | ------- | --------------- | --------- |
|                         | União de Centro Democrático                      | 241 232 | 37,00 / 100,00  | 7 / 14    |
|                         | Partido Socialista Operário Espanhol             | 161 409 | 24,75 / 100,00  | 5 / 14    |
|                         | Partido Socialista Popular                       | 63 854  | 9,79 / 100,00   | 1 / 14    |
|                         | Aliança Popular                                  | 57 260  | 8,78 / 100,00   | 0 / 14    |
|                         | Candidatura Aragonesa Independente de Centro     | 37 183  | 5,70 / 100,00   | 1 / 14    |
|                         | Partido Comunista de Espanha                     | 32 286  | 4,95 / 100,00   | 0 / 14    |
|                         | Partido Socialista Operário Espanhol (Histórico) | 12 328  | 1,89 / 100,00   | 0 / 14    |
|                         | Frente Democrática de Esquerda                   | 9 611   | 1,47 / 100,00   | 0 / 14    |
|                         | Equipa Democrata-Cristã do Estado Espanhol       | 9 100   | 1,40 / 100,00   | 0 / 14    |
|                         | Outros                                           | 25 319  | 3,87 / 100,00   | 0 / 14    |
| Votos Inválidos         | Votos Inválidos                                  | 13 484  | 2,04 / 100,00   |           |
| Total                   | Total                                            | 663 066 | 100,00 / 100,00 | 14 / 14   |
| Eleitorado/Participação | Eleitorado/Participação                          | 812 881 | 81,57 / 100,00  |           |

### Astúrias
| Partido                 | Partido                              | Votos   | %               | Deputados |
| ----------------------- | ------------------------------------ | ------- | --------------- | --------- |
|                         | Partido Socialista Operário Espanhol | 182 850 | 31,74 / 100,00  | 4 / 10    |
|                         | União de Centro Democrático          | 177 843 | 30,87 / 100,00  | 4 / 10    |
|                         | Aliança Popular                      | 77 932  | 13,53 / 100,00  | 1 / 10    |
|                         | Partido Comunista de Espanha         | 60 297  | 10,47 / 100,00  | 1 / 10    |
|                         | Partido Socialista Popular           | 40 807  | 7,08 / 100,00   | 0 / 10    |
|                         | Unidade Regionalista                 | 10 821  | 1,88 / 100,00   | 0 / 10    |
|                         | Aliança Nacional 18 de Julho         | 8 245   | 1,43 / 100,00   | 0 / 10    |
|                         | Aliança Socialista Democrática       | 5 947   | 1,03 / 100,00   | 0 / 10    |
|                         | Outros                               | 10 346  | 1,79 / 100,00   | 0 / 10    |
| Votos Inválidos         | Votos Inválidos                      | 8 973   | 1,54 / 100,00   |           |
| Total                   | Total                                | 584 061 | 100,00 / 100,00 | 10 / 10   |
| Eleitorado/Participação | Eleitorado/Participação              | 783 206 | 74,57 / 100,00  |           |

### Baleares
| Partido                 | Partido                              | Votos   | %               | Deputados |
| ----------------------- | ------------------------------------ | ------- | --------------- | --------- |
|                         | União de Centro Democrático          | 163 536 | 51,89 / 100,00  | 4 / 6     |
|                         | Partido Socialista Operário Espanhol | 73 554  | 23,34 / 100,00  | 2 / 6     |
|                         | Aliança Popular                      | 28 472  | 9,03 / 100,00   | 0 / 6     |
|                         | Partido Socialista Popular           | 16 244  | 5,15 / 100,00   | 0 / 6     |
|                         | Partido Comunista de Espanha         | 14 046  | 4,46 / 100,00   | 0 / 6     |
|                         | Unidade Autonómica Balear            | 11 914  | 3,78 / 100,00   | 0 / 6     |
|                         | Outros                               | 6 070   | 1,92 / 100,00   | 0 / 6     |
| Votos Inválidos         | Votos Inválidos                      | 7 716   | 2,41 / 100,00   |           |
| Total                   | Total                                | 321 552 | 100,00 / 100,00 | 6 / 6     |
| Eleitorado/Participação | Eleitorado/Participação              | 407 899 | 78,83 / 100,00  |           |

### Canárias
| Partido                 | Partido                              | Votos   | %               | Deputados |
| ----------------------- | ------------------------------------ | ------- | --------------- | --------- |
|                         | União de Centro Democrático          | 327 491 | 59,85 / 100,00  | 10 / 13   |
|                         | Partido Socialista Operário Espanhol | 90 567  | 16,55 / 100,00  | 3 / 13    |
|                         | Aliança Popular                      | 43 772  | 8,00 / 100,00   | 0 / 13    |
|                         | Partido Socialista Popular           | 21 345  | 3,90 / 100,00   | 0 / 13    |
|                         | Partido Comunista de Espanha         | 18 110  | 3,31 / 100,00   | 0 / 13    |
|                         | Povo Canário Unido                   | 17 717  | 3,24 / 100,00   | 0 / 13    |
|                         | Partido Popular das Canárias         | 9 650   | 1,76 / 100,00   | 0 / 13    |
|                         | Outros                               | 16 774  | 3,06 / 100,00   | 0 / 13    |
| Votos Inválidos         | Votos Inválidos                      | 12 018  | 2,16 / 100,00   |           |
| Total                   | Total                                | 557 444 | 100,00 / 100,00 | 13 / 13   |
| Eleitorado/Participação | Eleitorado/Participação              | 762 795 | 73,08 / 100,00  |           |

### Cantábria
| Partido                 | Partido                                          | Votos   | %               | Deputados |
| ----------------------- | ------------------------------------------------ | ------- | --------------- | --------- |
|                         | União de Centro Democrático                      | 102 719 | 40,06 / 100,00  | 3 / 5     |
|                         | Partido Socialista Operário Espanhol             | 67 611  | 26,37 / 100,00  | 1 / 5     |
|                         | Aliança Popular                                  | 36 598  | 14,27 / 100,00  | 1 / 5     |
|                         | Partido Comunista de Espanha                     | 13 971  | 5,45 / 100,00   | 0 / 5     |
|                         | Partido Socialista Operário Espanhol (Histórico) | 8 914   | 3,48 / 100,00   | 0 / 5     |
|                         | Partido Socialista Popular                       | 6 923   | 2,70 / 100,00   | 0 / 5     |
|                         | Equipa Democrata-Cristã do Estado Espanhol       | 5 930   | 2,31 / 100,00   | 0 / 5     |
|                         | Partido Socialista Democrático Espanhol          | 3 786   | 1,48 / 100,00   | 0 / 5     |
|                         | Aliança Nacional 18 de Julho                     | 3 582   | 1,40 / 100,00   | 0 / 5     |
|                         | Outros                                           | 5 981   | 2,33 / 100,00   | 0 / 5     |
| Votos Inválidos         | Votos Inválidos                                  | 7 982   | 3,03 / 100,00   |           |
| Total                   | Total                                            | 263 997 | 100,00 / 100,00 | 5 / 5     |
| Eleitorado/Participação | Eleitorado/Participação                          | 327 088 | 80,73 / 100,00  |           |

### Castela e Leão
| Partido                 | Partido                                    | Votos     | %               | Deputados |
| ----------------------- | ------------------------------------------ | --------- | --------------- | --------- |
|                         | União de Centro Democrático                | 709 303   | 51,43 / 100,00  | 25 / 35   |
|                         | Partido Socialista Operário Espanhol       | 325 684   | 23,61 / 100,00  | 8 / 35    |
|                         | Aliança Popular                            | 161 409   | 11,70 / 100,00  | 2 / 35    |
|                         | Partido Comunista de Espanha               | 50 775    | 3,68 / 100,00   | 0 / 35    |
|                         | Partido Socialista Popular                 | 49 083    | 3,56 / 100,00   | 0 / 35    |
|                         | Equipa Democrata-Cristã do Estado Espanhol | 30 790    | 2,23 / 100,00   | 0 / 35    |
|                         | Outros                                     | 46 902    | 3,40 / 100,00   | 0 / 35    |
| Votos Inválidos         | Votos Inválidos                            | 29 307    | 2,10 / 100,00   |           |
| Total                   | Total                                      | 1 403 253 | 100,00 / 100,00 | 35 / 35   |
| Eleitorado/Participação | Eleitorado/Participação                    | 1 734 212 | 80,92 / 100,00  |           |

### Castela-Mancha
| Partido                 | Partido                              | Votos     | %               | Deputados |
| ----------------------- | ------------------------------------ | --------- | --------------- | --------- |
|                         | União de Centro Democrático          | 378 727   | 42,53 / 100,00  | 12 / 21   |
|                         | Partido Socialista Operário Espanhol | 265 486   | 29,81 / 100,00  | 8 / 21    |
|                         | Aliança Popular                      | 114 498   | 12,86 / 100,00  | 1 / 21    |
|                         | Partido Comunista de Espanha         | 64 575    | 7,25 / 100,00   | 0 / 21    |
|                         | Partido Socialista Popular           | 21 964    | 2,47 / 100,00   | 0 / 21    |
|                         | Centro-esquerda de Albacete          | 11 879    | 1,33 / 100,00   | 0 / 21    |
|                         | Aliança Nacional 18 de Julho         | 9 741     | 1,09 / 100,00   | 0 / 21    |
|                         | Outros                               | 21 775    | 2,45 / 100,00   | 0 / 21    |
| Votos Inválidos         | Votos Inválidos                      | 12 251    | 1,36 / 100,00   |           |
| Total                   | Total                                | 900 896   | 100,00 / 100,00 | 21 / 21   |
| Eleitorado/Participação | Eleitorado/Participação              | 1 077 551 | 83,61 / 100,00  |           |

### Catalunha
| Partido                 | Partido                                   | Votos     | %               | Deputados |
| ----------------------- | ----------------------------------------- | --------- | --------------- | --------- |
|                         | Socialistas da Catalunha                  | 870 362   | 28,56 / 100,00  | 15 / 47   |
|                         | Partido Socialista Unificado da Catalunha | 558 132   | 18,31 / 100,00  | 8 / 47    |
|                         | União de Centro Democrático               | 515 293   | 16,91 / 100,00  | 9 / 47    |
|                         | Pacto Democrático pela Catalunha          | 514 647   | 16,88 / 100,00  | 11 / 47   |
|                         | União Democrática da Catalunha            | 172 791   | 5,67 / 100,00   | 2 / 47    |
|                         | Esquerda Republicana da Catalunha         | 143 954   | 4,72 / 100,00   | 1 / 47    |
|                         | Aliança Popular                           | 108 333   | 3,55 / 100,00   | 1 / 47    |
|                         | Partido Socialista Popular                | 43 029    | 1,41 / 100,00   | 0 / 47    |
|                         | Outros                                    | 115 747   | 3,79 / 100,00   | 0 / 47    |
| Votos Inválidos         | Votos Inválidos                           | 46 641    | 1,52 / 100,00   |           |
| Total                   | Total                                     | 3 088 929 | 100,00 / 100,00 | 47 / 47   |
| Eleitorado/Participação | Eleitorado/Participação                   | 3 883 328 | 79,54 / 100,00  |           |

### Ceuta
| Partido                 | Partido                              | Votos  | %               | Deputados |
| ----------------------- | ------------------------------------ | ------ | --------------- | --------- |
|                         | União de Centro Democrático          | 8 808  | 36,26 / 100,00  | 1 / 1     |
|                         | Partido Socialista Operário Espanhol | 7 886  | 32,47 / 100,00  | 0 / 1     |
|                         | Aliança Popular                      | 2 915  | 12,00 / 100,00  | 0 / 1     |
|                         | Partido Socialista Popular           | 2 763  | 11,38 / 100,00  | 0 / 1     |
|                         | Associação de Eleitores de Ceuta     | 1 099  | 4,52 / 100,00   | 0 / 1     |
|                         | Reforma Social Espanhola             | 752    | 3,10 / 100,00   | 0 / 1     |
| Votos Inválidos         | Votos Inválidos                      | 355    | 1,45 / 100,00   |           |
| Total                   | Total                                | 24 578 | 100,00 / 100,00 | 1 / 1     |
| Eleitorado/Participação | Eleitorado/Participação              | 31 672 | 77,60 / 100,00  |           |

### Comunidade Valenciana
| Partido                 | Partido                                    | Votos     | %               | Deputados |
| ----------------------- | ------------------------------------------ | --------- | --------------- | --------- |
|                         | Partido Socialista Operário Espanhol       | 678 429   | 36,33 / 100,00  | 13 / 29   |
|                         | União de Centro Democrático                | 615 920   | 32,98 / 100,00  | 11 / 29   |
|                         | Partido Comunista de Espanha               | 170 606   | 9,14 / 100,00   | 2 / 29    |
|                         | Aliança Popular                            | 110 761   | 5,93 / 100,00   | 1 / 29    |
|                         | Partido Socialista Popular                 | 86 705    | 4,64 / 100,00   | 1 / 29    |
|                         | Equipa Democrata-Cristã do Estado Espanhol | 48 463    | 2,60 / 100,00   | 0 / 29    |
|                         | Partido Socialista do País Valenciano      | 31 138    | 1,67 / 100,00   | 0 / 29    |
|                         | Candidatura Independente de Centro         | 29 834    | 1,60 / 100,00   | 1 / 29    |
|                         | Outros                                     | 91 822    | 4,91 / 100,00   | 0 / 29    |
| Votos Inválidos         | Votos Inválidos                            | 26 232    | 1,39 / 100,00   |           |
| Total                   | Total                                      | 1 889 910 | 100,00 / 100,00 | 29 / 29   |
| Eleitorado/Participação | Eleitorado/Participação                    | 2 248 298 | 84,06 / 100,00  |           |

### Estremadura
| Partido                 | Partido                              | Votos   | %               | Deputados |
| ----------------------- | ------------------------------------ | ------- | --------------- | --------- |
|                         | União de Centro Democrático          | 264 426 | 50,04 / 100,00  | 8 / 12    |
|                         | Partido Socialista Operário Espanhol | 162 624 | 30,78 / 100,00  | 4 / 12    |
|                         | Aliança Popular                      | 41 396  | 7,83 / 100,00   | 0 / 12    |
|                         | Partido Comunista de Espanha         | 28 729  | 5,44 / 100,00   | 0 / 12    |
|                         | Partido Socialista Popular           | 9 807   | 1,86 / 100,00   | 0 / 12    |
|                         | Outros                               | 20 413  | 3,86 / 100,00   | 0 / 12    |
| Votos Inválidos         | Votos Inválidos                      | 7 342   | 1,38 / 100,00   |           |
| Total                   | Total                                | 534 737 | 100,00 / 100,00 | 12 / 12   |
| Eleitorado/Participação | Eleitorado/Participação              | 692 565 | 77,21 / 100,00  |           |

### Galiza
| Partido                 | Partido                                    | Votos     | %               | Deputados |
| ----------------------- | ------------------------------------------ | --------- | --------------- | --------- |
|                         | União de Centro Democrático                | 606 726   | 53,76 / 100,00  | 20 / 27   |
|                         | Partido Socialista Operário Espanhol       | 175 127   | 15,52 / 100,00  | 3 / 27    |
|                         | Aliança Popular                            | 148 239   | 13,13 / 100,00  | 4 / 27    |
|                         | Partido Socialista Popular                 | 53 067    | 4,70 / 100,00   | 0 / 27    |
|                         | Partido Comunista de Espanha               | 34 188    | 3,03 / 100,00   | 0 / 27    |
|                         | Partido Socialista Galego                  | 27 197    | 2,41 / 100,00   | 0 / 27    |
|                         | Equipa Democrata-Cristã do Estado Espanhol | 23 014    | 2,04 / 100,00   | 0 / 27    |
|                         | Bloco Nacional Popular Galego              | 22 771    | 2,02 / 100,00   | 0 / 27    |
|                         | Outros                                     | 33 542    | 2,98 / 100,00   | 0 / 27    |
| Votos Inválidos         | Votos Inválidos                            | 28 505    | 2,48 / 100,00   |           |
| Total                   | Total                                      | 1 152 376 | 100,00 / 100,00 | 27 / 27   |
| Eleitorado/Participação | Eleitorado/Participação                    | 1 897 536 | 60,73 / 100,00  |           |

### Madrid
| Partido                 | Partido                                    | Votos     | %               | Deputados |
| ----------------------- | ------------------------------------------ | --------- | --------------- | --------- |
|                         | União de Centro Democrático                | 737 699   | 31,95 / 100,00  | 11 / 32   |
|                         | Partido Socialista Operário Espanhol       | 731 380   | 31,68 / 100,00  | 11 / 32   |
|                         | Partido Comunista de Espanha               | 247 038   | 10,70 / 100,00  | 4 / 32    |
|                         | Aliança Popular                            | 242 077   | 10,48 / 100,00  | 3 / 32    |
|                         | Partido Socialista Popular                 | 211 440   | 9,16 / 100,00   | 3 / 32    |
|                         | Equipa Democrata-Cristã do Estado Espanhol | 34 113    | 1,48 / 100,00   | 0 / 32    |
|                         | Aliança Socialista Democrática             | 28 363    | 1,23 / 100,00   | 0 / 32    |
|                         | Outros                                     | 70 695    | 3,07 / 100,00   | 0 / 32    |
| Votos Inválidos         | Votos Inválidos                            | 29 855    | 1,28 / 100,00   |           |
| Total                   | Total                                      | 2 332 660 | 100,00 / 100,00 | 32 / 32   |
| Eleitorado/Participação | Eleitorado/Participação                    | 2 744 152 | 85,00 / 100,00  |           |

### Melilha
| Partido                 | Partido                              | Votos  | %               | Deputados |
| ----------------------- | ------------------------------------ | ------ | --------------- | --------- |
|                         | União de Centro Democrático          | 10 723 | 56,27 / 100,00  | 1 / 1     |
|                         | Partido Socialista Operário Espanhol | 5 168  | 27,12 / 100,00  | 0 / 1     |
|                         | Aliança Popular                      | 2 074  | 10,88 / 100,00  | 0 / 1     |
|                         | Partido Comunista de Espanha         | 966    | 5,07 / 100,00   | 0 / 1     |
| Votos Inválidos         | Votos Inválidos                      | 342    | 1,78 / 100,00   |           |
| Total                   | Total                                | 19 291 | 100,00 / 100,00 | 1 / 1     |
| Eleitorado/Participação | Eleitorado/Participação              | 25 368 | 76,04 / 100,00  |           |

### Múrcia
| Partido                 | Partido                                    | Votos   | %               | Deputados |
| ----------------------- | ------------------------------------------ | ------- | --------------- | --------- |
|                         | União de Centro Democrático                | 181 633 | 40,70 / 100,00  | 4 / 8     |
|                         | Partido Socialista Operário Espanhol       | 155 871 | 34,93 / 100,00  | 4 / 8     |
|                         | Aliança Popular                            | 30 167  | 6,76 / 100,00   | 0 / 8     |
|                         | Partido Comunista de Espanha               | 29 840  | 6,69 / 100,00   | 0 / 8     |
|                         | Partido Socialista Popular                 | 22 627  | 5,07 / 100,00   | 0 / 8     |
|                         | Equipa Democrata-Cristã do Estado Espanhol | 9 166   | 2,05 / 100,00   | 0 / 8     |
|                         | Aliança Socialista Democrática             | 5 886   | 1,32 / 100,00   | 0 / 8     |
|                         | Outros                                     | 10 422  | 2,33 / 100,00   | 0 / 8     |
| Votos Inválidos         | Votos Inválidos                            | 5 140   | 1,14 / 100,00   |           |
| Total                   | Total                                      | 450 752 | 100,00 / 100,00 | 8 / 8     |
| Eleitorado/Participação | Eleitorado/Participação                    | 551 021 | 81,80 / 100,00  |           |

### Navarra
| Partido                 | Partido                                      | Votos   | %               | Deputados |
| ----------------------- | -------------------------------------------- | ------- | --------------- | --------- |
|                         | União de Centro Democrático                  | 75 036  | 29,03 / 100,00  | 3 / 5     |
|                         | Partido Socialista Operário Espanhol         | 54 720  | 21,17 / 100,00  | 2 / 5     |
|                         | União da Esquerda Navarra                    | 24 489  | 9,47 / 100,00   | 0 / 5     |
|                         | Aliança Foral Navarra                        | 21 900  | 8,47 / 100,00   | 0 / 5     |
|                         | União Autonómica Navarra                     | 18 079  | 6,99 / 100,00   | 0 / 5     |
|                         | Organização Revolucionário dos Trabalhadores | 13 195  | 5,11 / 100,00   | 0 / 5     |
|                         | Frente Navarra Independente                  | 10 606  | 4,10 / 100,00   | 0 / 5     |
|                         | Equipa Democrata-Cristã do Estado Espanhol   | 10 450  | 4,04 / 100,00   | 0 / 5     |
|                         | Partido Carlista                             | 8 451   | 3,27 / 100,00   | 0 / 5     |
|                         | Frente da Esquerda Democrática               | 6 631   | 2,57 / 100,00   | 0 / 5     |
|                         | Partido Socialista Popular                   | 6 629   | 2,56 / 100,00   | 0 / 5     |
|                         | Partido Comunista de Espanha                 | 6 319   | 2,44 / 100,00   | 0 / 5     |
|                         | Outros                                       | 598     | 0,53 / 100,00   | 0 / 5     |
| Votos Inválidos         | Votos Inválidos                              | 4 656   | 1,78 / 100,00   |           |
| Total                   | Total                                        | 262 522 | 100,00 / 100,00 | 5 / 5     |
| Eleitorado/Participação | Eleitorado/Participação                      | 319 222 | 82,24 / 100,00  |           |

### País Basco
| Partido                 | Partido                              | Votos     | %               | Deputados |
| ----------------------- | ------------------------------------ | --------- | --------------- | --------- |
|                         | Partido Nacionalista Basco           | 296 183   | 29,28 / 100,00  | 8 / 21    |
|                         | Partido Socialista Operário Espanhol | 267 897   | 26,48 / 100,00  | 7 / 21    |
|                         | União de Centro Democrático          | 129 600   | 12,81 / 100,00  | 4 / 21    |
|                         | Aliança Popular                      | 71 909    | 7,11 / 100,00   | 1 / 21    |
|                         | Esquerda Basca                       | 61 417    | 6,07 / 100,00   | 1 / 21    |
|                         | Partido Comunista do País Basco      | 45 916    | 4,54 / 100,00   | 0 / 21    |
|                         | Partido Socialista Basco             | 36 002    | 3,56 / 100,00   | 0 / 21    |
|                         | Democracia Cristã Basca              | 26 100    | 2,58 / 100,00   | 0 / 21    |
|                         | Partido Socialista Popular           | 18 556    | 1,83 / 100,00   | 0 / 21    |
|                         | Democratas Independentes Bascos      | 15 505    | 1,53 / 100,00   | 0 / 21    |
|                         | Outros                               | 40 076    | 3,96 / 100,00   | 0 / 21    |
| Votos Inválidos         | Votos Inválidos                      | 25 857    | 2,50 / 100,00   |           |
| Total                   | Total                                | 1 035 028 | 100,00 / 100,00 | 21 / 21   |
| Eleitorado/Participação | Eleitorado/Participação              | 1 340 244 | 77,23 / 100,00  |           |

### La Rioja
| Partido                 | Partido                                      | Votos   | %               | Deputados |
| ----------------------- | -------------------------------------------- | ------- | --------------- | --------- |
|                         | União de Centro Democrático                  | 56 917  | 41,35 / 100,00  | 2 / 4     |
|                         | Partido Socialista Operário Espanhol         | 36 186  | 26,29 / 100,00  | 1 / 4     |
|                         | Aliança Popular                              | 19 925  | 14,47 / 100,00  | 1 / 4     |
|                         | Candidatura Independente Riojano             | 5 682   | 4,13 / 100,00   | 0 / 4     |
|                         | Partido Comunista de Espanha                 | 3 846   | 2,79 / 100,00   | 0 / 4     |
|                         | Equipa Democrata-Cristã do Estado Espanhol   | 3 593   | 2,61 / 100,00   | 0 / 4     |
|                         | Partido Socialista Popular                   | 3 188   | 2,32 / 100,00   | 0 / 4     |
|                         | Grupo Independente Riojano                   | 2 399   | 1,74 / 100,00   | 0 / 4     |
|                         | Organização Revolucionário dos Trabalhadores | 1 986   | 1,44 / 100,00   | 0 / 4     |
|                         | Aliança Socialista Democrática               | 1 936   | 1,41 / 100,00   | 0 / 4     |
|                         | Outros                                       | 1 645   | 1,19 / 100,00   | 0 / 4     |
| Votos Inválidos         | Votos Inválidos                              | 3 126   | 2,23 / 100,00   |           |
| Total                   | Total                                        | 140 429 | 100,00 / 100,00 | 4 / 4     |
| Eleitorado/Participação | Eleitorado/Participação                      | 167 030 | 84,07 / 100,00  |           |